# اتوپوساید
اِتوپوساید (انگلیسی: Etoposide) با نام تجاری اِتوفوفوس که در ایران به آن اتوپوزاید هم می‌گویند، یک داروی شیمی‌درمانی است که در درمان برخی سرطان‌ها کاربرد دارد.
این دارو هم به صورت خوراکی و هم به صورت تزریق وریدی قابل تجویز است و عوارض جانبی بسیار شایع آن شامل کاهش تمامی انواع گلبول‌های خون، استفراغ، بی‌اشتهایی، اسهال، ریزش مو و تب است. عوارض جانبی شدید آن نیز شامل واکنش‌های آرژیک و فشار خون پایین است. مصرف این دارو در دوران بارداری ممکن است به جنین صدمه بزند.
این دارو متعلق به خانوادهٔ «بازدارنده‌های توپوایزومراز» است و کارش از طریق آسیب‌رسانی به دی‌ان‌ای انجام می‌شود. این دارو در سال ۱۹۸۳ میلادی توسط سازمان غذا و دارو آمریکا پذیرفته شد و هم‌اکنون جزءِ داروهای ضروری سازمان جهانی بهداشت است که مجموعه‌ای از مؤثرترین و بی‌خطرترین داروها در سیستم سلامت هستند.
قیمت عمده‌فروشی آن در کشورهای در حال توسعه، بین ۳٫۲۴ تا ۵٫۱۸ دلار آمریکا برای هر ویال ۱۰۰ میلی‌گرمی است. همین میزان دارو در سال ۲۰۱۵ در انگلستان، ۱۲٫۱۵ پوند استرلینگ برای سرویس سلامت همگانی (ان‌اچ‌اس) هزینه داشت.

## کاربردهای درمانی
برخی سرطان‌هایی که اتوپوساید در آن‌ها استفاده می‌شود عبارتند از:
- سرطان بیضه
- سرطان ریه
- لنفوم
- لوسمی غیر لنفوسیتیک
- سرطان تخمدان
- سارکوم کاپوسی
- سارکوم یوئینگ
- گلیوبلاستوما